# Fast Getaway
Fast Getaway é um filme de comédia lançado em 1991, dirigido por Spiro Razatos e estrelado por Corey Haim, Cynthia Rothrock e Leo Rossi.

## Sinopse
Nelson é um adolescente que rouba bancos com seu pai e outros dois amigos dele. Quando o grupo se desfaz por diferenças irreconciliáveis, Nelson e seu pai formam seu próprio grupo sem os outros dois, porém, estes denunciam ambos à polícia, dando dicas de quais seriam os próximos ataques. O pai de Nelson acaba por ser capturado e levado à prisão, enquanto o jovem consegue escapar. Junto de sua mãe, ele planeja uma maneira de tirar seu pai da cadeia, e dar um troco nos antigos parceiros.

## Elenco
- Corey Haim	 .... 	Nelson
- Cynthia Rothrock	.... 	Lilly
- Leo Rossi	.... 	Sam
- Ken Lerner	.... 	Tony
- Marcia Strassman	.... 	Lorraine
- Shelli Lether	.... 	Honey